# Defunct
Defunct är ett äventyrsspel utvecklat av den svenska datorspelsutvecklaren Freshly Squeezed från Visby. Spelet har fått flera nomineringar på Swedish Game Awards 2014, där spelet fick utmärkelsen Game of the Year. Det var även nominerat för Best Student Project på 2014 Unity Awards.
I mars 2015 meddelades det att Freshly Squeezed hade tecknat ett förlagsavtal med den nederländska datorspelsutgivaren SOEDESCO. Utgivningsdatum förväntades bli under tredje kvartalet av 2015. Lanseringsdatumet blev dock framskjutet och släpptes på Steam den 29 januari 2016.

## Utmärkelser
| År   | Event                   | Utmärkelse               | Resultat  | Noter    |
| ---- | ----------------------- | ------------------------ | --------- | -------- |
| 2014 | Gotland Game Conference | Best 2nd Year Game       | Vann      |          |
| 2014 | Swedish Game Awards     | Best Execution in Art    | Nominerad |          |
| 2014 | Swedish Game Awards     | Best Execution in Audio  | Nominerad |          |
| 2014 | Swedish Game Awards     | Best Execution in Design | Nominerad |          |
| 2014 | Swedish Game Awards     | Best Technical Execution | Nominerad |          |
| 2014 | Swedish Game Awards     | Game of the Year         | Vann      |          |
| 2014 | Unity Awards            | Best Student Project     | Nominerad | Finalist |